# Dióscoro (antipapa)
Dióscoro (m. 530) foi um antipapa durante alguns dias (22 de setembro a 14 de outubro) no ano de 530, no pontificado de Bonifácio II. Era de origem grega, tendo nascido em Constantinopla.
Com a morte do Papa Félix IV em 22 de setembro de 530, dois candidatos se apresentaram: um godo (o arquidiácono Bonifácio) e Dióscoro. Designado pelo seu antecessor, Bonifácio tinha o apoio da fação gótica de Teodorico, o Grande. Dióscoro, que fora conselheiro de vários papas nos trinta anos anteriores, era apoiado pelo Império Bizantino, tendo-se oposto a esta escolha e feito eleger-se pelo clero romano, que recusava a ingerência dos godos. Com a sua morte, os seus seguidores reconheceram Bonifácio II como papa, tendo-se assim evitado que o cisma continuasse.